# Chauhan-Dynastie

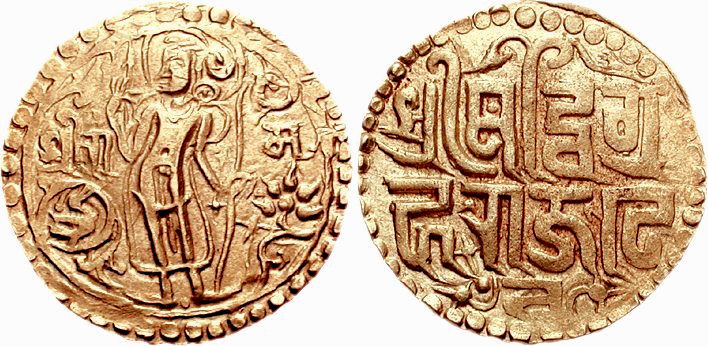
Münze der Chauhan

Die Chauhan (Chahamana) waren eine Rajputen-Dynastie in Nordwestindien. Sie ist bekannt durch die Niederlage ihres Königs Prithviraj III. bei Tarain (1192), die dem Islam die dauerhafte Eroberung Nordindiens einbrachte. Eine der wichtigsten Quellen zur Geschichte der Dynastie ist eine Felsinschrift im Fortbereich von Bijolia.

## Geschichte

### Herkunft
Die Chauhan zählten wie z. B. die Paramara, Pratihara, Kachwahas, Solankis zu denjenigen Rajputen ("Fürstensöhne"), die in der Feuerzeremonie am Berg Abu (ca. 747) rituell gereinigt und damit als vollwertige Adlige anerkannt wurden. Sie saßen in der Gegend von Ajmer und des Sambhar-Salzsees, ihre Nachbarn waren u. a. die Tomaras in Delhi und die Kachwahas in Gwalior.

### Aufstieg im Hochmittelalter
Da die Chauhan (ähnlich wie die Hindu-Shahi) mit der Verteidigung gegen die Muslime beschäftigt waren, lösten sie sich erst spät von dem Pratihara-Reich und traten auch danach noch gegenüber ihren Nachbarn in den Hintergrund.
Unter einem neuen Zweig der Chauhan-Dynastie (der diesmal von Rama abzustammen beanspruchte) wandelte sich das Bild. Die Chauhan besetzten den Osten des Punjab, entrissen den Solankis nach dem Tod Kumarapalas (reg. 1143–1174) den Süden Rajasthans und beerbten die Tomaras in Delhi, das zur zweiten Hauptstadt erhoben wurde. Im Jahr 1182 eroberte Prithviraj III. (reg. 1179–1192) Kannauj, die Hauptstadt des Chandella-Staates, und nahm den dortigen König Paramardi (reg. 1165–1203) gefangen. Erwähnenswert ist auch Prithvirajas Liebesgeschichte mit der Prinzessin Sanyogita, Tochter des Jaichand Gaharwar von Kannauj, die er von dort raubte, was um 1189 (d. h. am Vorabend der muslimisch geprägten Invasion) zum Krieg mit den Gahadavalas führte. Damals ging die Vormachtstellung im Norden von den Gahadavalas (Gaharwar, in Benares), welche die Pratihara in Kannauj beerbt hatten, auf die Chauhan über.
Der Sturz der Chauhan-Dynastie erfolgte aber ebenso rasch wie ihr Aufstieg: Prithviraj III. wurde 1192 bei Tarain an der "Pforte von Delhi" (in der Nähe von Bathinda) von Muhammad von Ghur geschlagen. Er wurde je nach Version auf der Flucht erschlagen oder gefangen genommen und hingerichtet. „Meilenweit war das Schlachtfeld mit Fahnen, Speeren, Schilden und Bogen übersät, mit kostbaren Schwertern und gefiederten Helmen… und vor allem mit zahllosen Toten.“ Der Sieg brachte den Muslimen die dauerhafte Eroberung Nordindiens ein, insbesondere nachdem 1194 auch Jaichand Gaharwar bei Chandwar in der Nähe von Agra vernichtet worden war. Die Katastrophe ist schwer zu erklären, denn im Vorjahr (1191) hatte Prithviraj III. mit der Konföderation der Rajputenfürsten den Muhammad von Ghur noch in die Flucht geschlagen.
Ein nennenswerter Grund für den Erfolg der Muslime ist, dass sich der Rajputen-Adel an diverse nachteilige Ehrenkodexe hielt (z. B. keine Waffen oder Rüstungen, die den Heldenmut in Frage stellen, Verschonung eines gefangenen oder von dritter Seite bedrängten Gegners) und auf dem Schlachtfeld oft stolz und undiszipliniert agierte. Prithviraj III. soll 1191 auf eine Verfolgung verzichtet und seinen verwundeten, ja sogar gefangenen Gegner entkommen lassen haben. Kriegsführung war der eifersüchtig verteidigte Beruf der Kshatriya-Kaste und unterlag deren Spielregeln, aber keine Angelegenheit des Volkes, das von den Verheerungen der muslimischen Armeen betroffen war. Entsprechend wenig organisiert und taktisch ungeschult war die Armee der Rajputen-Konföderation, die sich Muhammad von Ghur entgegenstellte.

### Niedergang im Spätmittelalter
Die Chauhans zersplitterten sich (spätestens) nach dem Verlust Delhis in mehrere Linien und schufen sich in Rajasthan und Gujarat kleine Fürstentümer. Die Hauptlinie unter Prithvirajs Enkel Govinda setzte sich in der Festung Ranthambhor fest, wo sie 1301 durch den Delhi-Sultan Ala ud-Din Khalji besiegt wurde. Noch bis 1947 führten sich Fürstenstaaten (Bundi, Kotah, Jhalawar) auf die Chauhan zurück.

## Könige
- Vigraha Raja IV. (Visala), reg. 1153–1163/4
- Apara Gangeya
- Prithvi Raja II., reg. ca. 1168/9
- Somesvara, reg. 1169–1179
- Prithvi Raja III., reg. 1179–1192/3
- Hari Raja, 1193